# Cetatea Antonia

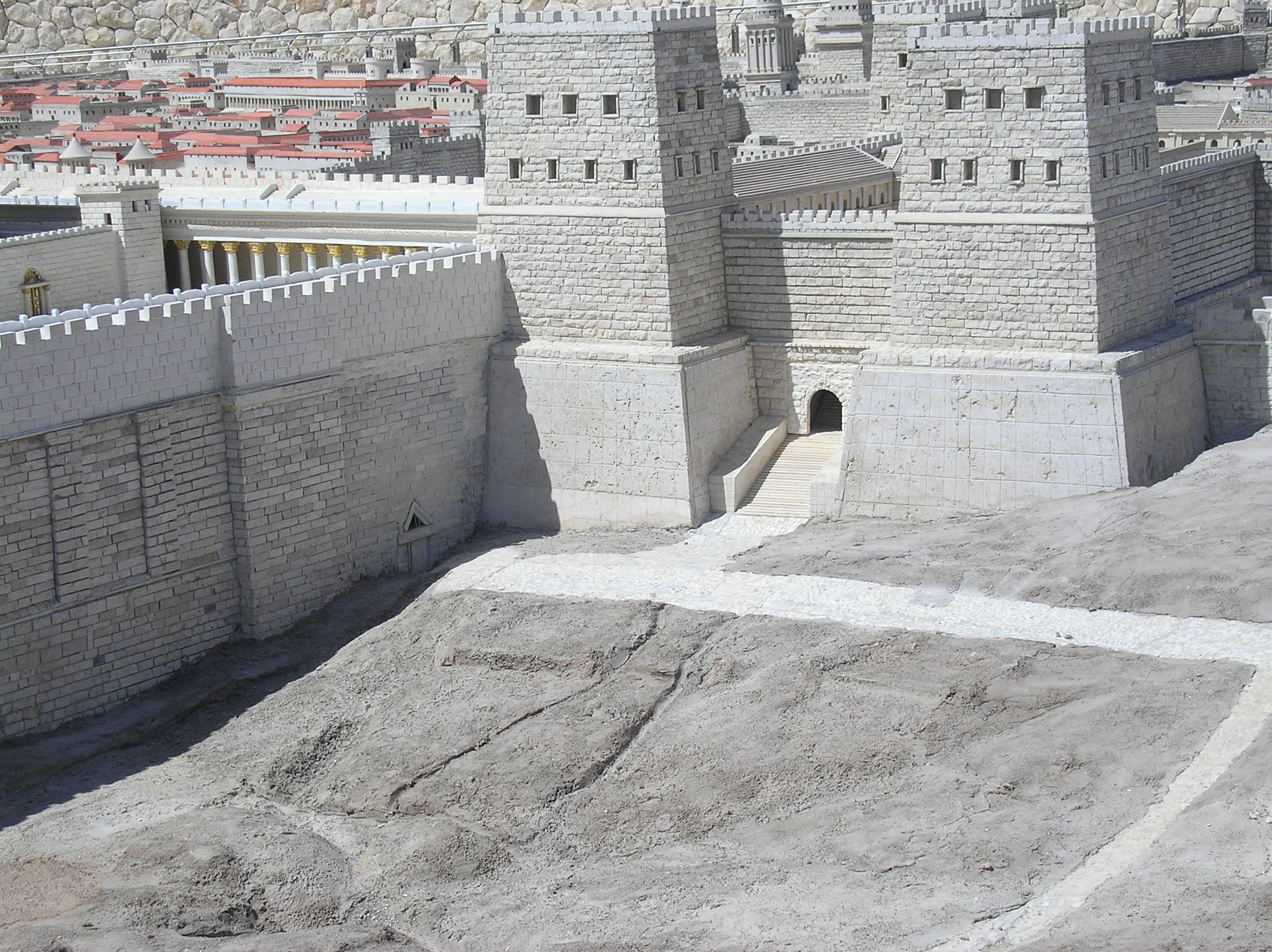
Cetatea și Poarta Leilor

Cetatea Antonia a fost o cazarmă militară construită la Ierusalim de regele Irod cel Mare și numită după patronul său, Marc Antoniu. Ea a fost ridicată pe locul unor fortărețe ptolemeice și hașmoneice, la capătul estic al marelui zid al orașului (al doilea zid), pe partea de nord-est a orașului, în apropiere de Muntele Templului și Scăldătoarea Bethesda.

## Descriere
Cu toate că reconstituirile moderne prezintă adesea cetatea ca având un turn la fiecare din cele patru colțuri, istoricul Josephus se referă în mod repetat la ea ca turnul Antonia și afirmă că a fost construită de Ioan Hyrcanus pentru a păstra veșmintele utilizate în Templu. Cu toate acestea, Iosephus precizează:
„Aspectul general al ansamblului era acela al unui turn cu alte turnuri la fiecare din cele patru colțuri; trei dintre aceste turnuri erau înalte de cincizeci de coți, în timp ce turnul de la sud-est a fost înălțat până la șaptezeci de coți și așa a permis o vedere a ariei integrale a templului.”
Unii arheologi sunt de părere că cetatea a avut doar un singur turn, amplasat în colțul de sud-est al ansamblului; de examplu, Pierre Benoit, fost profesor de Noul Testament la École Biblique, după ce a efectuat ample cercetări arheologice ale sitului, a conchis că nu există absolut nici un sprijin [arheologic] în favoarea ipotezei că au fost patru turnuri.
Iosephus atestă importanța Antonia: „Căci dacă este Templul stă ca o cetate deasupra orașului, Antonia a dominat Templul, iar ocupanții acelui post erau gardienii tuturor celor trei”. Iosephus a plasat Antonia la colțul de nord-vest al colonadelor din jurul Templului. Reprezentările moderne arată adesea Antonia ca fiind situată de-a lungul laturii de nord a incintei templului. Cu toate acestea, descrierea lui Iosephus a asediului Ierusalimului sugerează că cetatea era separată de incinta templului și, probabil, unită prin două colonade, cu un spațiu îngust între ele. Măsurătorile lui Iosephus sugerează o separare de 600 de picioare între cele două clădiri.
De ce au dispărut cele două poduri de 600 de picioare din cărțile de istorie? Ele au fost menționate în două cărți din secolul al XIX-lea scrise de savanții Lewis, Sanday & Waterhouse, care i-au citit, probabil, pe Iosephus în limba greacă originală, în timp ce alții, s-au bazat mai târziu pe William Whiston, un traducător din secolul al XVIII-lea. Nu putem ști dacă Whiston a fost influențat de gândirea tradițională, dar, probabil, a decis că Iosephus a greșit atunci când a dat lungimea căilor de legătură după unitatea de măsură furlong, așa că Whiston a folosit cuvintele „un spațiu nu prea mare față de pământ”. War VI, 2, 144
Bazându-se pe topografia Ierusalimului și pe imposibilitatea de a plasa Cetatea Antonia șase sute de picioare mai spre nord față de Muntele Templului, traducerea lui Whiston ascunde existența lor, cu toate că există zece referințe în Iosephus la aceste poduri.
Înaintea Primului Război Iudeo-Roman, Antonia a adăpostit o parte a garnizoanei romane din Ierusalim. Romanii au depozitat acolo veșmintele marelui preot.
În timpul apărării Templului lui Irod, se presupune că războinicii evrei au demolat Turnul Antonia. Iosephus precizează că evreii nu au avut nici o șansă de a distruge un imens fort roman cu ziduri groase de 60 de picioare, apărate de mii de militari romani. Soldații romani s-au grăbit apoi să construiască bănci de asediu împotriva zidului de nord al Templului. Bătălia a durat până când a fost capturat sanctuarul.

## Sediu alPraetorium-ului lui Pilat?
În mod tradițional, s-a presupus că vecinătatea Cetății Antonia a devenit mai târziu locul Praetorium-ului și că această clădire a fost locul în care Isus a fost dus pentru a fi judecat de Pilat (vezi curtea lui Pilat). Această tradiție s-a bazat pe presupunerea greșită că o arie cu lespezi romane, descoperită sub Capela Condamnării lui Isus și sub Mănăstirea Surorilor Sionului, a fost pavimentul (în greacă lithostratos) pe care Biblia îl descrie ca loc al judecării lui Isus de către Pilat din Pont; cercetările arheologice recente indică faptul că aceste dale fac parte din pavajul de est al celor două forumuri, construite în secolul al II-lea de Hadrian ca parte a noului oraș Aelia Capitolina. Pe locul Forumului a fost anterior o scăldătoare mare în aer liber, Scăldătoarea Struthion, care a fost construită de către hașmonei și este menționată de Iosephus ca fiind adiacentă cetății în secolul I; ea se află în prezent sub lespezile lui Hadrian.
La fel ca și Philon, Iosephus afirmă că guvernatorii romani au rămas în Palatul lui Irod în timp ce se aflau la Ierusalim și efectuau judecățile pe pavimentul de lângă zidul acestuia; Iosephus indică faptul că palatul lui Irod este pe Dealul de Vest (Orașul de Sus) și el a fost redescoperit recent (2001) sub un colț al cetății de la Poarta Jaffa. Arheologii au ajuns acum la concluzia că, în secolul I, Praetorium-ul – reședința guvernatorului (Praefectus – ulterior Procurator) – era mai degrabă pe Dealul de Vest decât în Cetatea Antonia, în partea diametral opusă a orașului.